# Ernest John Obiena
Ernest John "EJ" Obiena, född 17 november 1995, är en filippinsk friidrottare som tävlar i stavhopp.

## Karriär
Vid världsmästerskapen i friidrott 2022 tog hon brons i stavhopp. Vid världsmästerskapen i friidrott 2023 tog han silver i samma disciplin.